# Graptomyza doddi
Graptomyza doddi är en tvåvingeart som beskrevs av Ferguson 1926. Graptomyza doddi ingår i släktet Graptomyza och familjen blomflugor. Inga underarter finns listade i Catalogue of Life.